# Chrám Božího hrobu

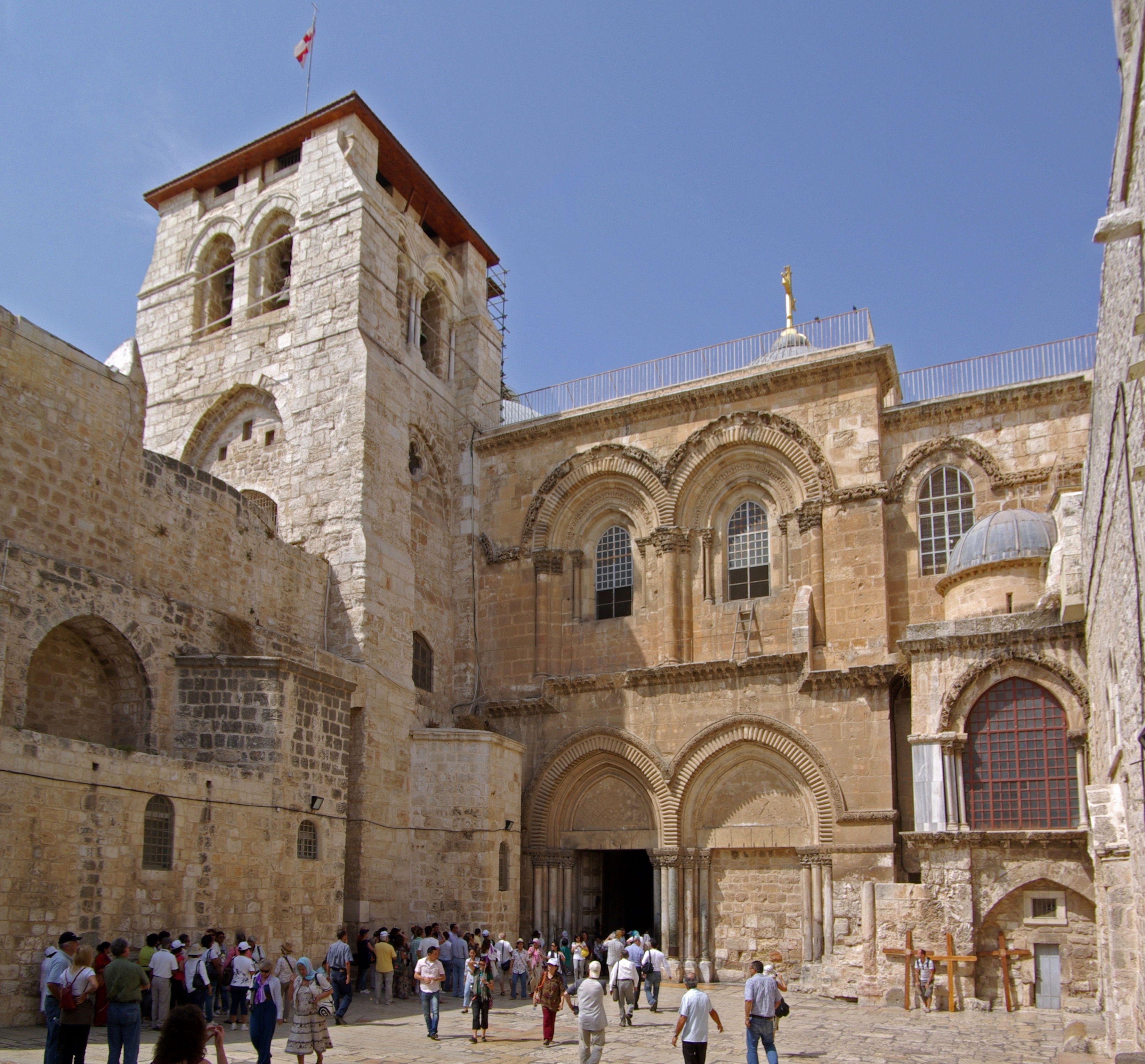
Hlavní vchod do baziliky Božího hrobu.

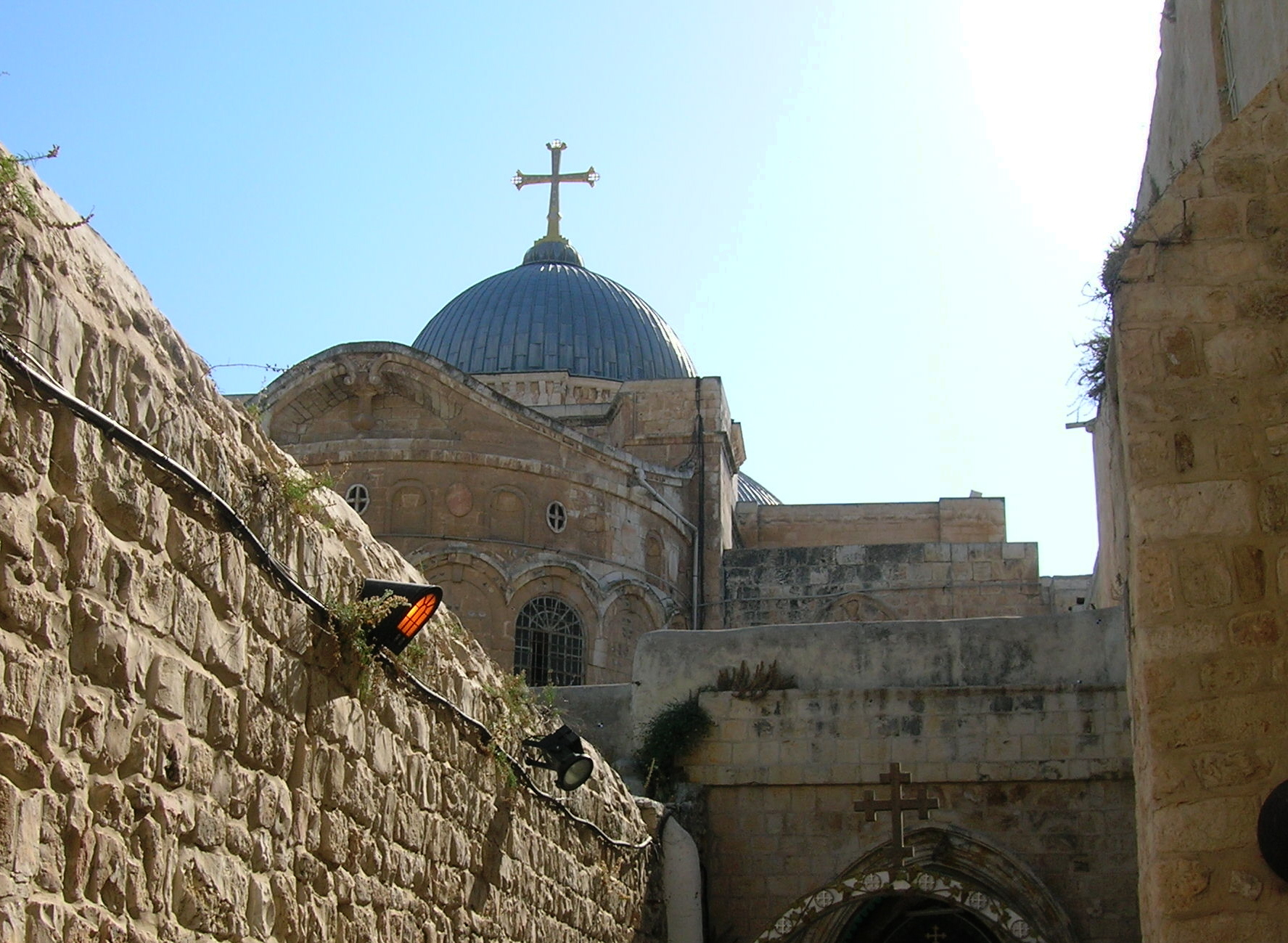
Kopule kostela

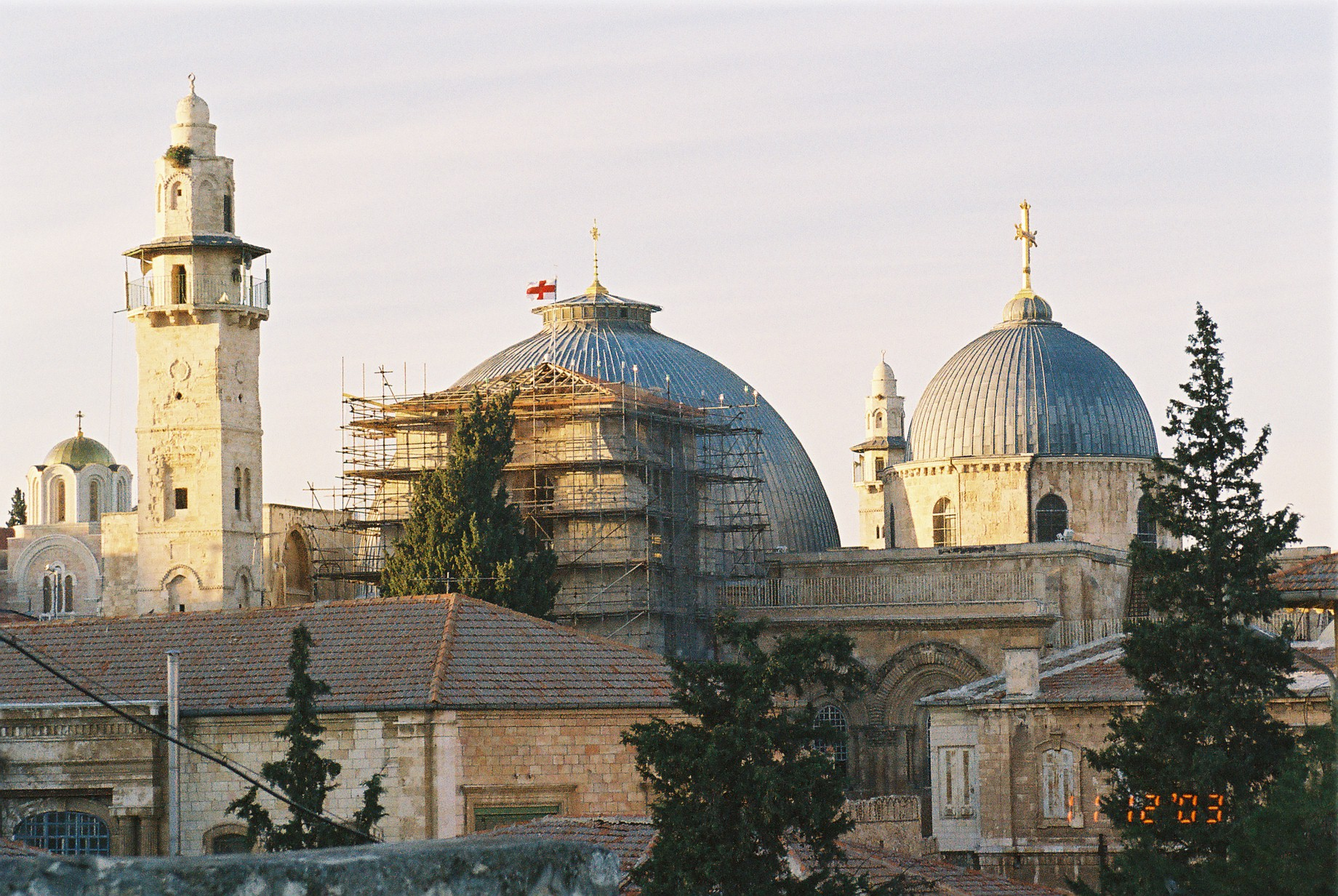
Pohled od jihu, vlevo minaret Omarovy mešity

Chrám Božího hrobu, rovněž bazilika Svatého hrobu, ve východních církvích kostel Vzkříšení – (řecky: Ναός της Αναστάσεως, Naos tis Anastaseos; arménsky: Սուրբ Հարության, Surp Haruthjun; gruzínsky: აღდგომის ტაძარი, Agdgomis Tadzari) je křesťanský kostel uvnitř hradeb starého města Jeruzaléma. Chrám leží na místě, které většina křesťanů uctívá jako Golgotu neboli horu Kalvárii, kde byl podle Nového zákona ukřižován Ježíš Kristus. Tento kostel je důležitým poutním místem již od 4. století. Dnes představuje pro řadu křesťanských církví hlavní cíl poutníků v Jeruzalémě.

## Historie
Původně se místo Ježíšova ukřižování (jako místo poprav) nacházelo za hradbami města Jeruzaléma. Když byly jeruzalémské hradby krátce poté rozšířeny Herodem Agrippou v letech 41–44, obehnaly i prostor nynějšího chrámu Božího hrobu. Po roce 135 Římané na tomto místě postavili chrámový komplex bohyně Afrodíté.

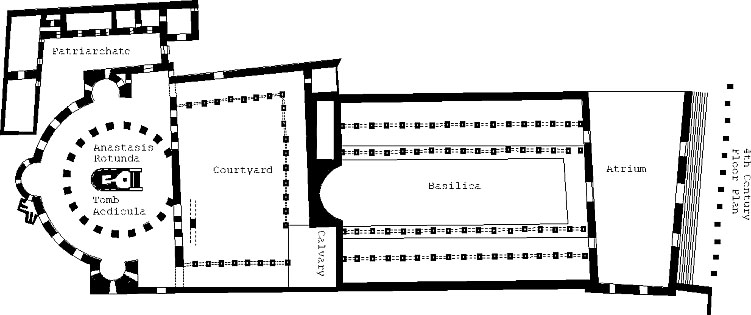
Rekonstrukce Konstantinova chrámu ze 4. století

Biskup Eusebios z Kaisareie před rokem 327 uvádí, že se místo ukřižování ještě dnes ukazuje v Aelii (Aelia Capitolina byl římský název pro Jeruzalém po roce 135).
Podle křesťanské legendy byl Ježíšův hrob a jeho kříž objeveny v roce 325 sv. Helenou (matkou Constantina). Římský císař Constantinus I. dal v letech 326 až 335 postavit kostel Božího hrobu na místě Ježíšova hrobu poblíž Golgoty.
Z původního kostela se zachovala pouze část rotundy, zvané Anastasis („Zmrtvýchvstání“). V pozdějších dobách byla bazilika poničena, a to při nájezdu Peršanů roku 614. Roku 1009 přikázal kalifa al-Hákim kostel do základů zbourat. Po roce 1099, kdy Jeruzalém dobyli křižáci, probíhala rekonstrukce baziliky, která skončila roku 1141. V té době baziliku spravovali augustiniáni a k její ochraně sloužil Řád Božího Hrobu. Po roce 1187, kdy byl Jeruzalém dobyt sultánem Saladinem, získalo správu nad bazilikou společně několik křesťanských církví. Složitá situace panovala i za tureckého panství po roce 1517. Docházelo k mnoha sporům uvnitř baziliky. V roce 1808 byl chrám vážně poskozen požárem.
Nakonec byla tureckým sultánem vyhlášena pravidla, tzv. „Status quo“ (roku 1757 a opět potvrzená roku 1852), podle nichž se řídí vlastnictví a práva jednotlivých církví uvnitř baziliky Svatého hrobu. Tento stav byl potvrzen i za Britského mandátu v Palestině, jordánské i izraelské správy Jeruzaléma. 
Již koncem 12. století se problémům mezi jednotlivými komunitami snažil alespoň částečně předejít sultán Saladin, který klíče od chrámu a povinnost jej otevírat a zavírat svěřil dvěma muslímským rodinám, ve kterých se tato tradice udržela do současnosti.

## Popis

Náčrt půdorysu (současný stav)

Do chrámu se vstupuje z jižní strany, schody vpravo vedou nahoru do bohatě vyzdobené kaple Ukřižování nad skalou Kalvarie. Přímo se vstupuje do jižní části ochozu středověké stavby s množstvím různých kaplí a výklenků. Vlevo (západním směrem) je rotunda (Anastasis), kruhová stavba se sloupovým ochozem ve dvou patrech zaklenutá kopulí s lucernou, nejlépe zachovaná část Konstantinova chrámu. Uprostřed rotundy stojí malá svatyně, edikula, která podle tradice obsahuje Ježíšův hrob s předsíňkou.
Východním směrem navazuje katholikon, středověká loď kostela z 11. století s ortodoxním ikonostasem. V jejím středu je velká kamenná nádoba, zvaná omfalos (pupek) a považovaná za střed světa. Ještě dále na východ se po schodech sestupuje do arménského kostela sv. Heleny, kde měl být nalezen Ježíšův kříž.

## Provoz v chrámu
Vlastnictví a užívání celého kostela je i dnes společné – pravoslavné, katolické a arménské, avšak různé části mají přesně určeného vlastníka, a to podle Stautu quo z roku 1852. Tak pouze kaple Ježíšova hrobu spolu s rotundou kolem něj (anastasis) je společná, zatímco jednotlivá společenství mají vyhrazené okolní prostory. Hlavní loď kostela z křižácké doby patří řeckým pravoslavným, kdežto oltář svaté Marie Magdaleny s okolním prostorem, jakož i kaple Zvěstování Panny Marie patří katolíkům. Kalvárie je rozdělená na dva téměř stejné díly, katolický a pravoslavný. Ze dvou krypt je jedna arménská a druhá, zasvěcená Nalezení svatého Kříže, katolická. I v prostorech, které jsou vlastnictvím jedné církve, má jiná církev právo sloužit svou liturgii. Zvláštní předpisy platí na velké svátky, zvláště půst, Velký pátek a Vzkříšení.

## Galerie

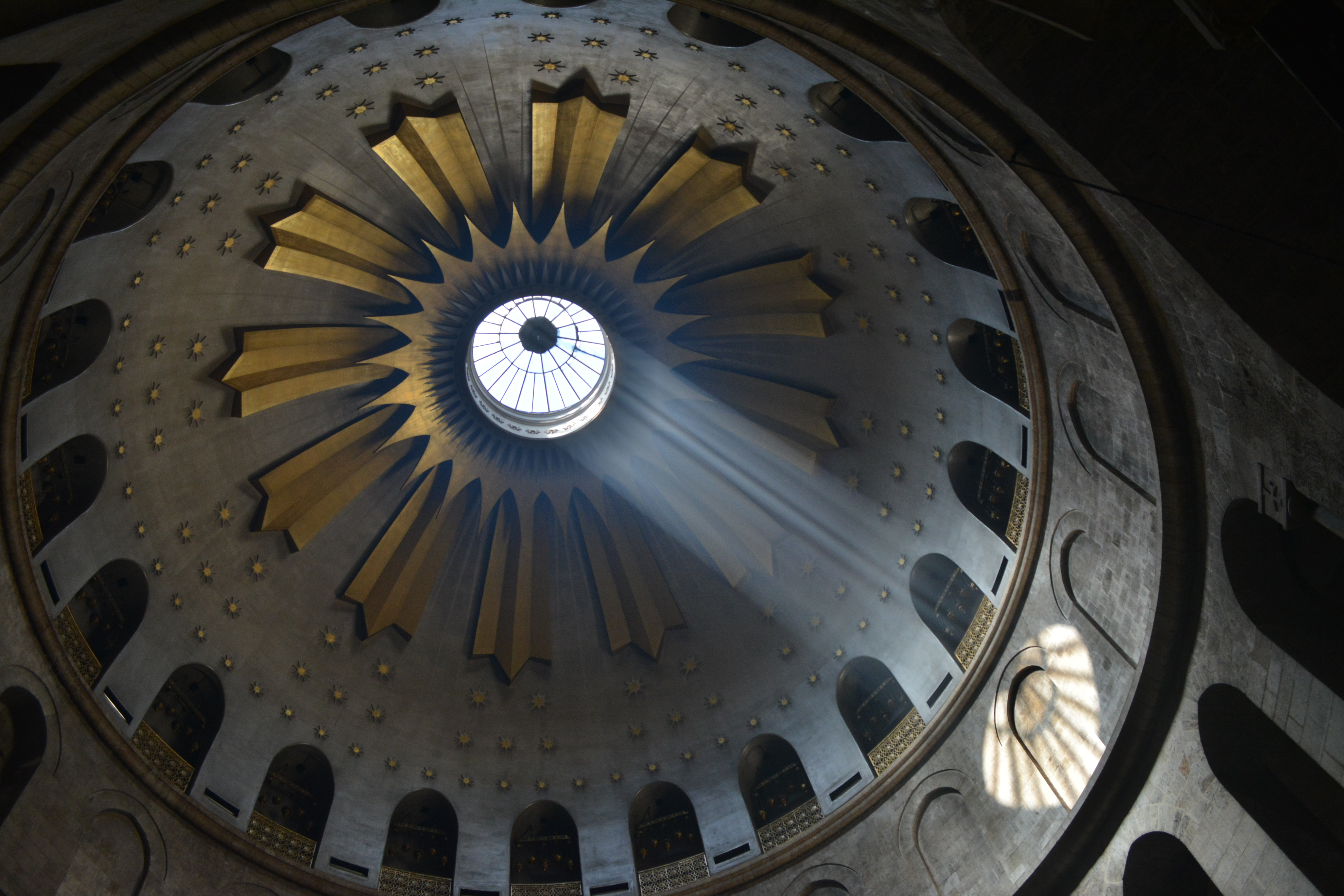
Kopule nad Božím hrobem
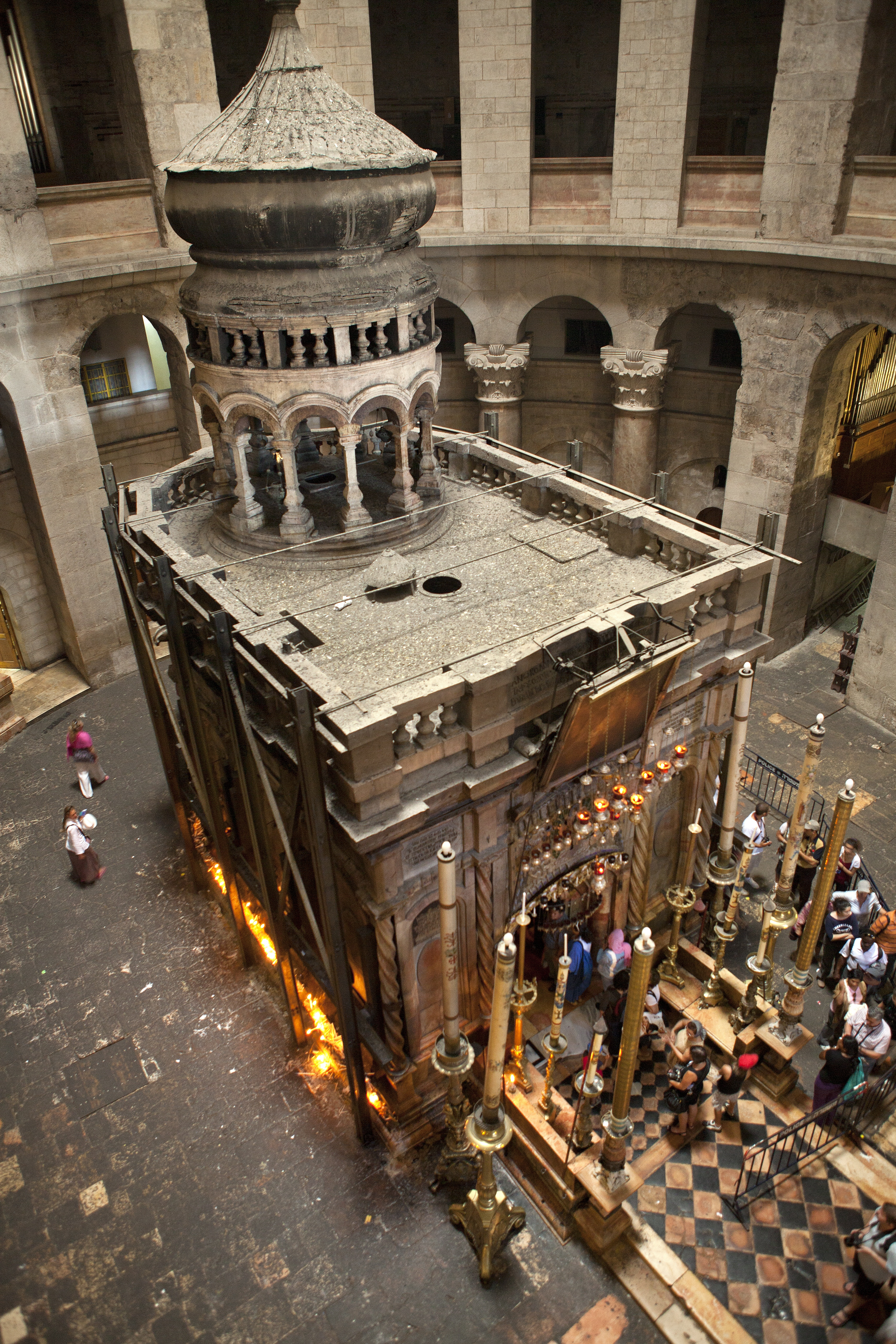
Tzv. edikula nad Božím hrobem
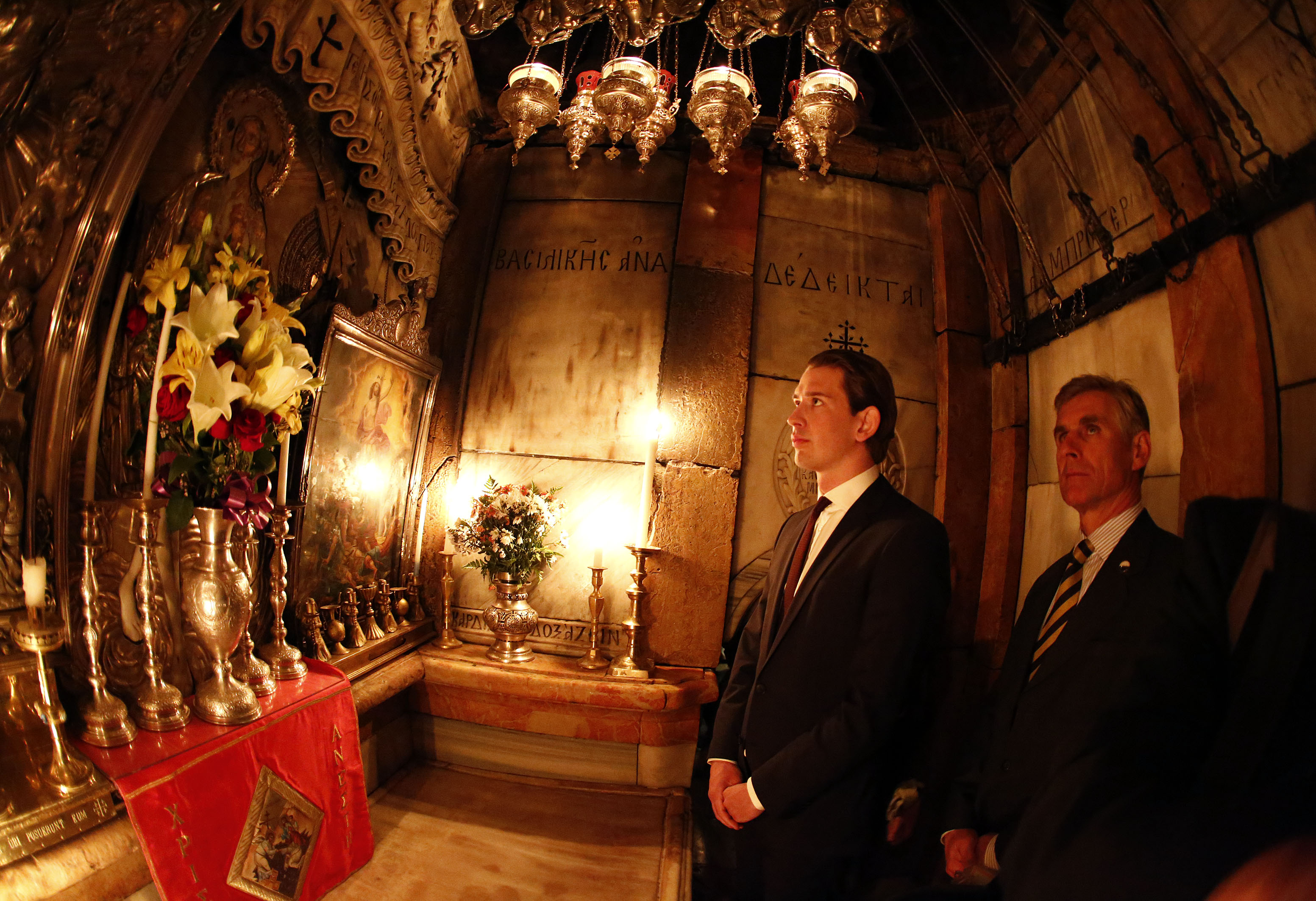
Uvnitř Božího hrobu
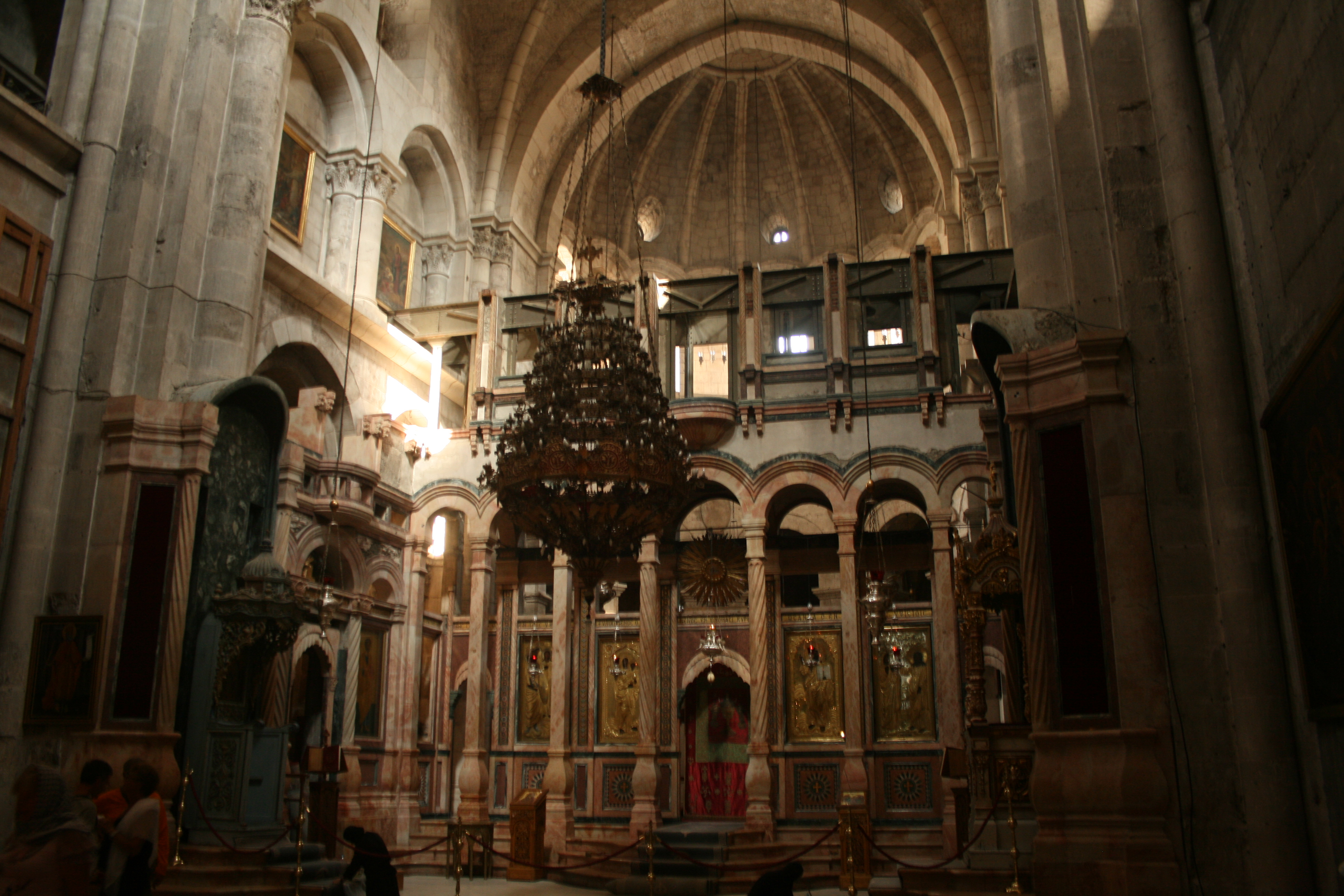
Catholicon a ikonostas
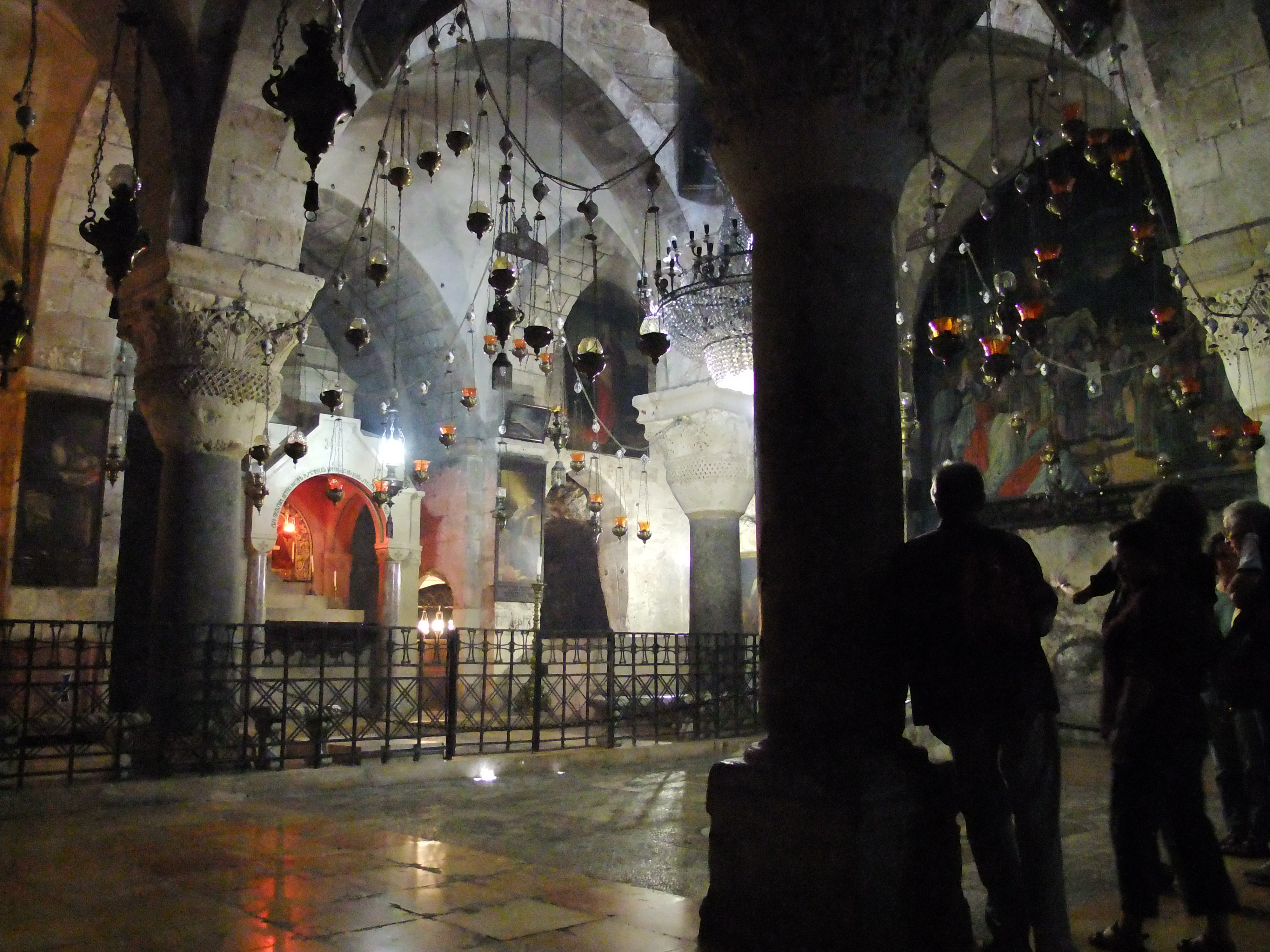
Kaple sv. Heleny
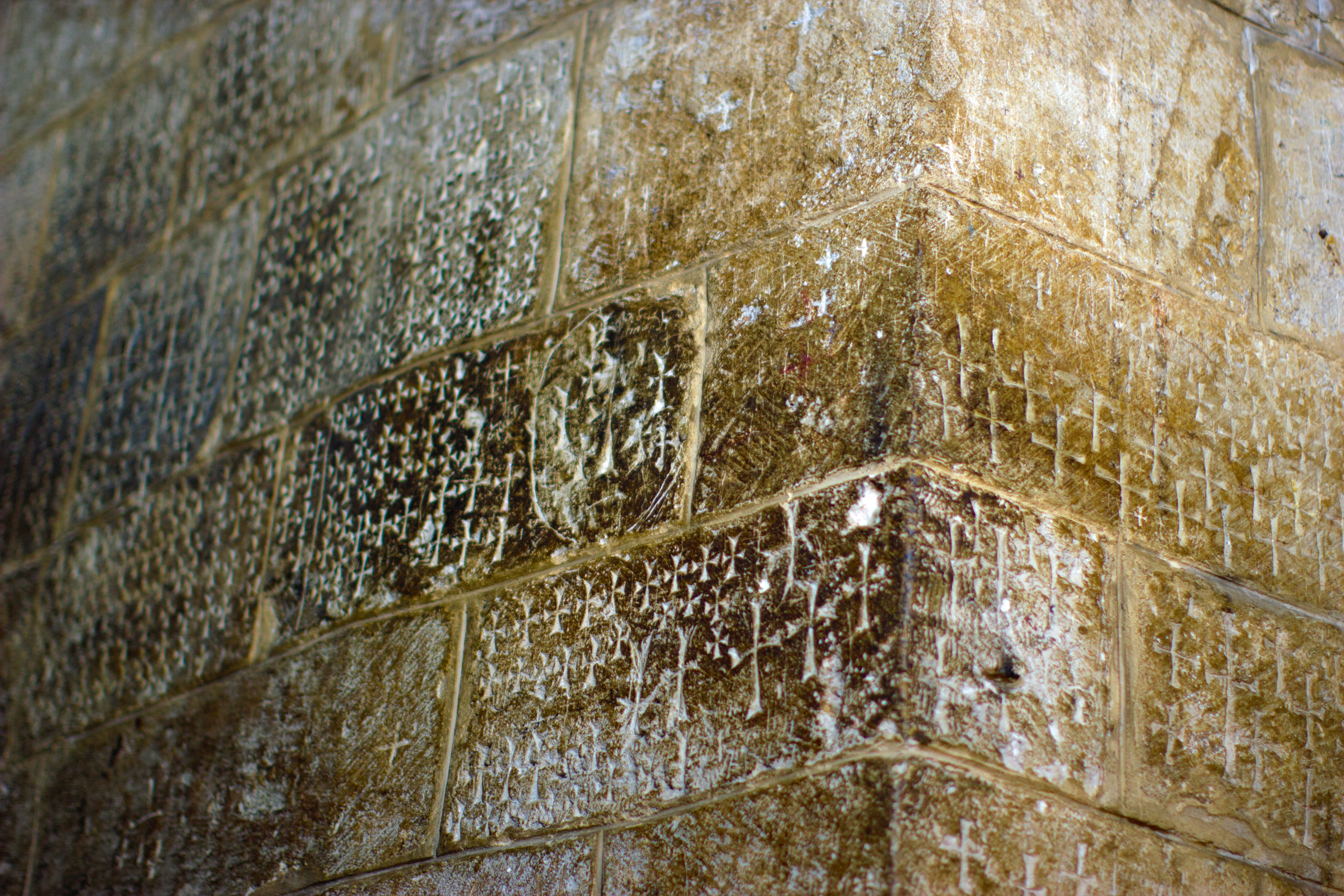
Značky křižáků v kostele
Schéma chrámu Božího hrobu se znázorněním původního terénu